# Carl Rudolph von Romeick
Carl Rudolph Romeick, ab 1911 von Romeick, (* 26. September 1855 in Ackmenischken, Ostpreußen; † 31. Dezember 1933 in Stuttgart) war ein deutscher Reichsgerichtsrat.                                             

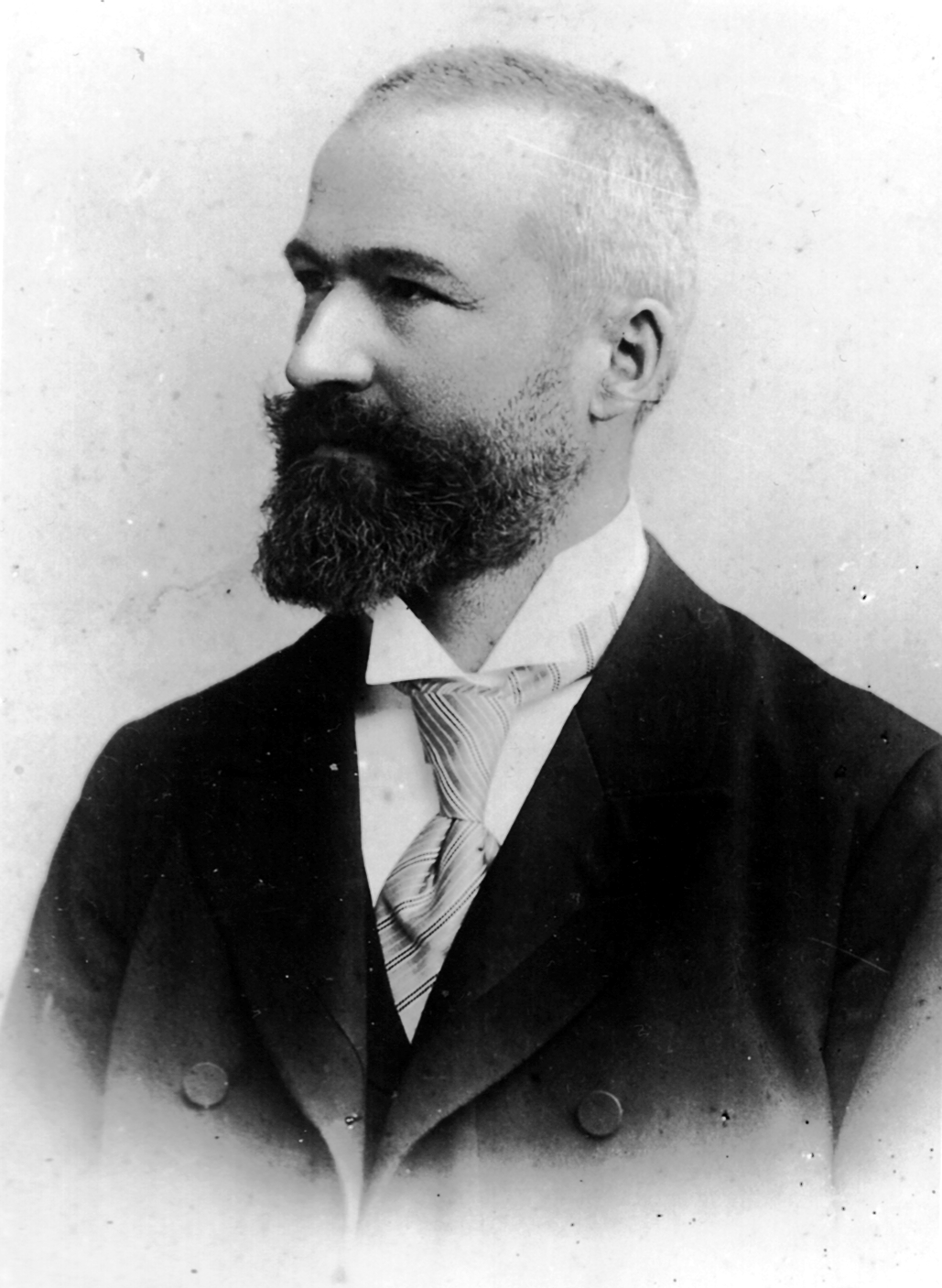
Foto aus dem Jahr 1900

## Leben
Er ging auf das Gymnasium in Insterburg zur Schule. Nach dem Tode des Vaters besuchte er das Collegium Fridericianum vom Waisenhaus aus. Nach dem Abitur 1873 studierte er zunächst Philologie, dann Rechtswissenschaften in Königsberg und ab 1877 in Leipzig. Der Reichsoberhandelsgerichtsrat Robert Römer bewog ihn sein Referendarsexamen in Tübingen abzulegen. Daher wurde er 1878 auf den württembergischen Landesherrn vereidigt. 1879 wurde er Gerichtsassessor, dann Rechtsanwalt. Als Amtsrichter arbeitete er in Stuttgart ab 1883, in Heilbronn ab 1885. 1886 wurde er Landrichter in Rottweil. Ab 1896 wurde er als Staatsanwalt, 1898 als Landgerichtsrat eingesetzt. 1903 ernannte man ihn zum Oberlandesgerichtsrat. Er war Vorsitzender der Kammer für Handelssachen und Mitglied der Kommission zur Ausbildung und Prüfung der Notare. 1905 kam er als preußischer Staatsangehöriger als Reichsgerichtsrat an das Reichsgericht in Leipzig. Er war im  III. Zivilsenat tätig. 1914 leistete er als Reserveoffizier beim 7. Württembergischen Infanterie-Regiment Nr. 125 Dienst, zuletzt als Hauptmann der Landwehr, nachdem seine Meldung zur Front wegen Alters abgelehnt worden war. Er trat als Reichsgerichtsrat im Dezember 1923 in den Ruhestand. 

## Ehrungen
- 25. Februar 1907 Ritterkreuz des Ordens der Württembergischen Krone
- 21. März 1910 Preußischer Kronenorden III. Klasse
- 11. Februar 1911 Ehrenkreuz des Ordens der Württembergischen Krone, persönlicher Adel
- 13. Januar 1913 Preußischer Roter Adlerorden III. Klasse mit der Schleife
- 6. Oktober 1916 Württembergisches Wilhelmskreuz
- 25. Februar 1917 Württembergisches Komturkreuz II. Klasse des Friedrichs-Ordens
- 24. August 1918 Preußisches Verdienstkreuz für Kriegshilfe
- 15. Februar 1923 Ehrendoktor der juristischen Fakultät der Universität Tübingen

## Schriften (Auswahl)
- Zur Technik des Bürgerlichen Gesetzbuchs. Heft 1: Fristbestimmung. 1901; Heft 2: Die abgeleitete Schuld. Erster Abschnitt: Die abgeleitete Mietschuld (B.G.B.§§ 571/579, 556 Abs. 3, 604 Abs. 4) Stuttgart 1902. "Rechtsnachfolge", 1904.
- Zur Frage der Veräußerung von Reichsgrundstücken": (§§ 1 Abs. 1, 4, 5, 6, 7 Abs. 1, 8, 10, 11, 12 REigentumsG. vom 25. Mai 1873.) Beiträge zur Erläuterung des deutschen Rechts, Jahrgang 56, 1912, S. 1.
- Fristbestimmung. In: Deutsche Juristen-Zeitung. Jahrgang 6 (1901), S. 493.